# MRBT62
 (juin 2024).
Si vous disposez d'ouvrages ou d'articles de référence ou si vous connaissez des sites web de qualité traitant du thème abordé ici, merci de compléter l'article en donnant les références utiles à sa vérifiabilité et en les liant à la section « Notes et références ».
MRBT62 est le surnom d'un artiste urbain de Valence en Espagne. MRBT sont les consonnes de morabito, qui signifie marabout. Comme ses œuvres apparaissent dans le paysage urbain valencien à partir de 2015, alors qu'il célèbre ses 62 ans, il adopte comme signature MRBT62. 

## Biographie
Avant de devenir l'artiste urbain qui profite du moindre recoin pour apposer son autoportrait, MRBT62 est d'abord un passionné d'art urbain. Il photographie les œuvres d'artistes urbains qui se sont multipliées à Valence au cours des 20 dernières années : Hyuro, Deih, Xelon, Vinz Feel Free, Escif, Julieta, Barbi, David de Limón, La Nena Wapa, LUCE. Il rencontre une partie de ces artistes lors de festivals consacrés à l'art urbain, comme Poliniza organisé par l'université polytechnique de Valence.
Il fait la connaissance en 2014 de l'artiste mexicain, Eric Valderrama (Karas Urbanas) et d'un atelier mené à Valence avec lui naît la première représentation du Photographer.
En 2015, il prend à son tour la bombe de peinture pour laisser sa trace à travers Valence. Il a une admiration toute particulière pour l'artiste LUCE.

## Œuvres
Le travail de MRBT62 est la répétition en différents endroits et sur différents supports d'un autoportrait réalisé en 2011 et qu'il signe parfois comme The Photographer. Valence est son principal terrain de jeu, mais son travail est également visible dans le quartier du Raval à Barcelone où il séjourne à plusieurs reprises à partir de 2016.
L'icône choisie par MRBT62,qui s'inscrit dans le mouvement du post-graffiti, souligne des tensions : être connu mais pas reconnu, puisque l'anonymat est de rigueur, être discret et en même temps exhiber son personnage dans la rue.
Il utilise de nombreuses techniques ; l'impression sur papier, le pochoir, l'autocollant (papier vinyle et coquille d'œuf), le carrelage de différentes tailles, la peinture à la bombe et dernièrement l'imprimante 3D.
Le choix des emplacements, avec une prédilection pour le tiers-paysage, dessine une géographie de la ville que le promeneur peut explorer à la manière de l'urbexer. Comme le dit le théoricien espagnol de l'art urbain Javier Abarca « pour connaître l'œuvre de l'artiste le spectateur doit traverser la ville et l'explorer à sa manière ».
Avec d'autres artistes valenciens, il pratique le Paste-Up, c'est-à-dire la combinaison d'images très composites (dessin, sérigraphie, peinture, pochoir, papier recyclé, publicités, presse...). Les œuvres sont réalisées dans l'atelier de l'artiste puis collées dans l'espace public. 
Reprenant à son compte une citation de l'artiste Josep Renau (« L'affiche est un cri collé sur le mur »), il affirme le caractère politique de l'art urbain, qui conquiert des espaces de liberté et de création contre l'invasion de la publicité.
Le personnage du Photographer est l'emblème en 2017 d'une des fallas du Carmen, un quartier au centre de Valence.
MRBT62 participe à des expositions consacrées à l'art urbain valencien (café Negrito en 2017, Galerie Sabotage en 2020). 

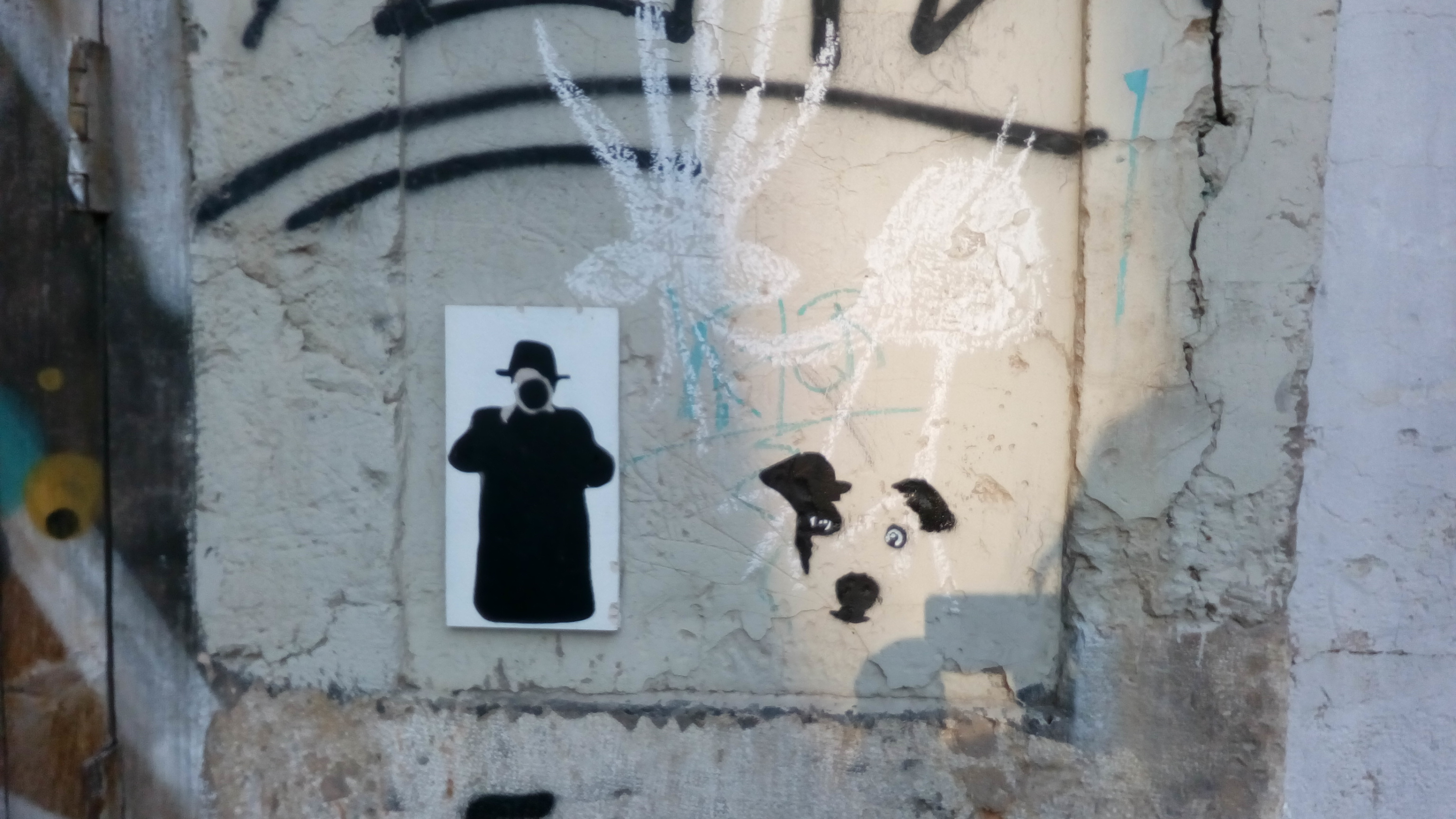
Carrelage au côté de #bowy_face
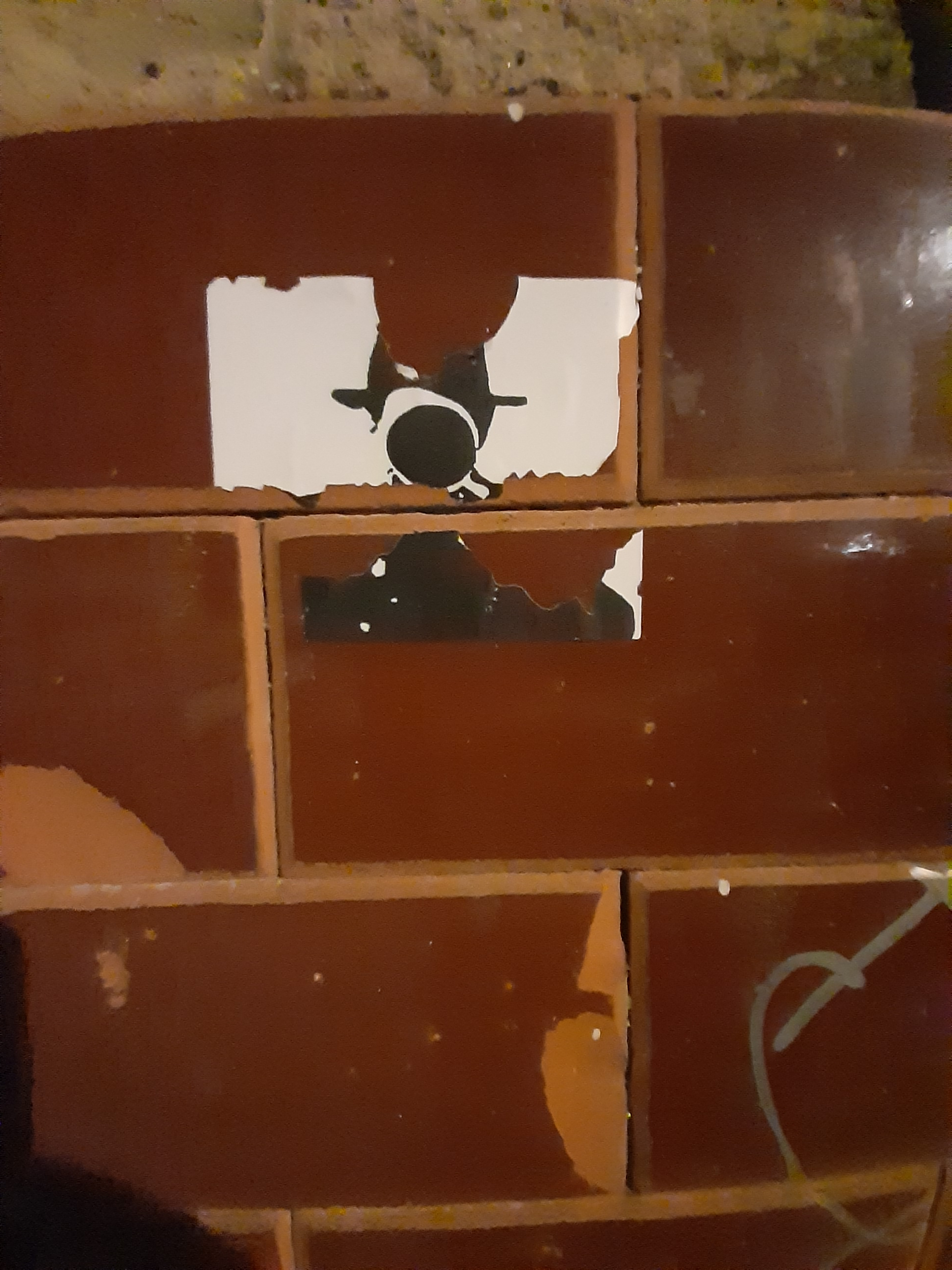
Autocollant sur une façade de maison du Cabanyal (Valence) en train de disparaître
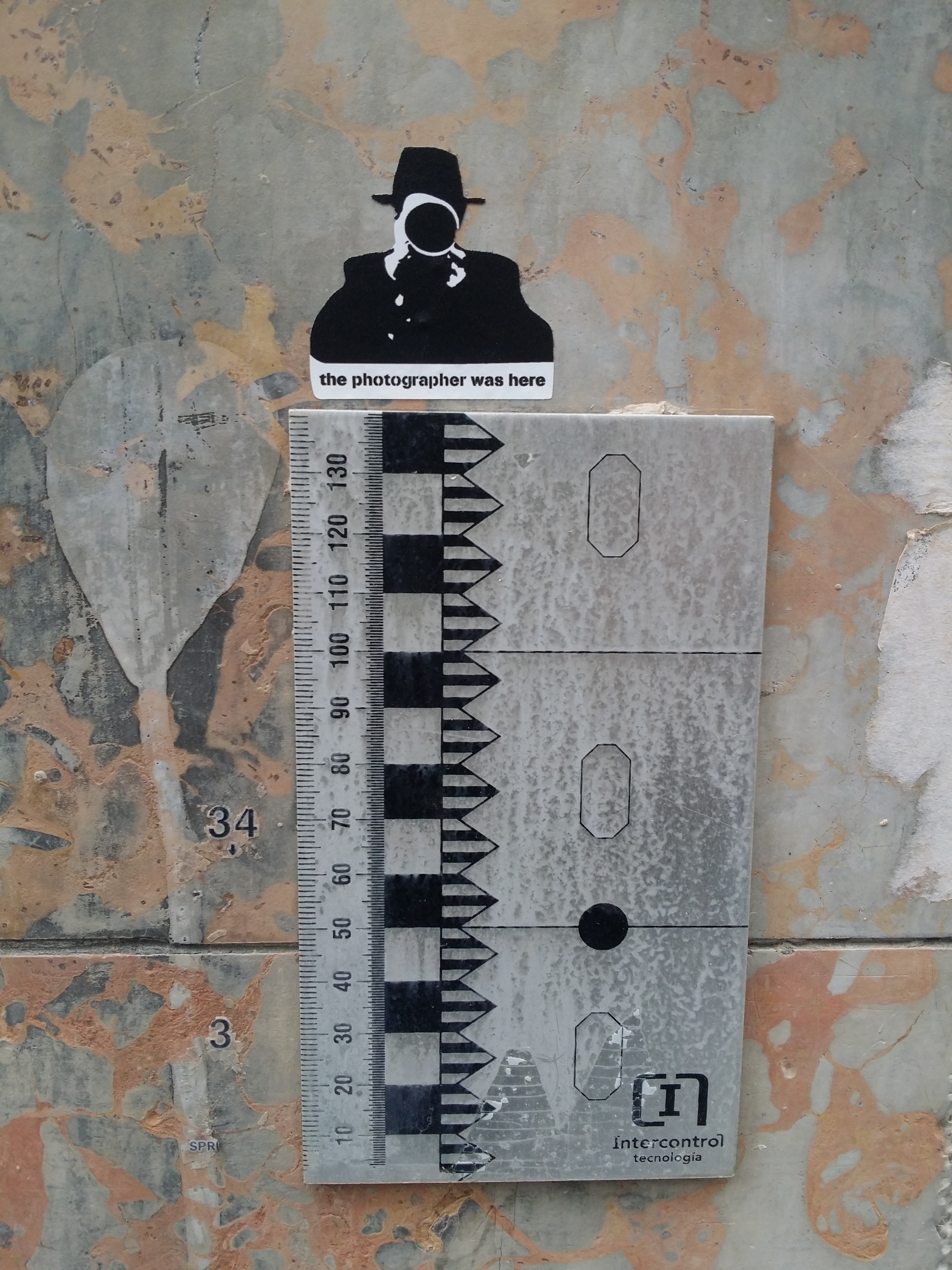
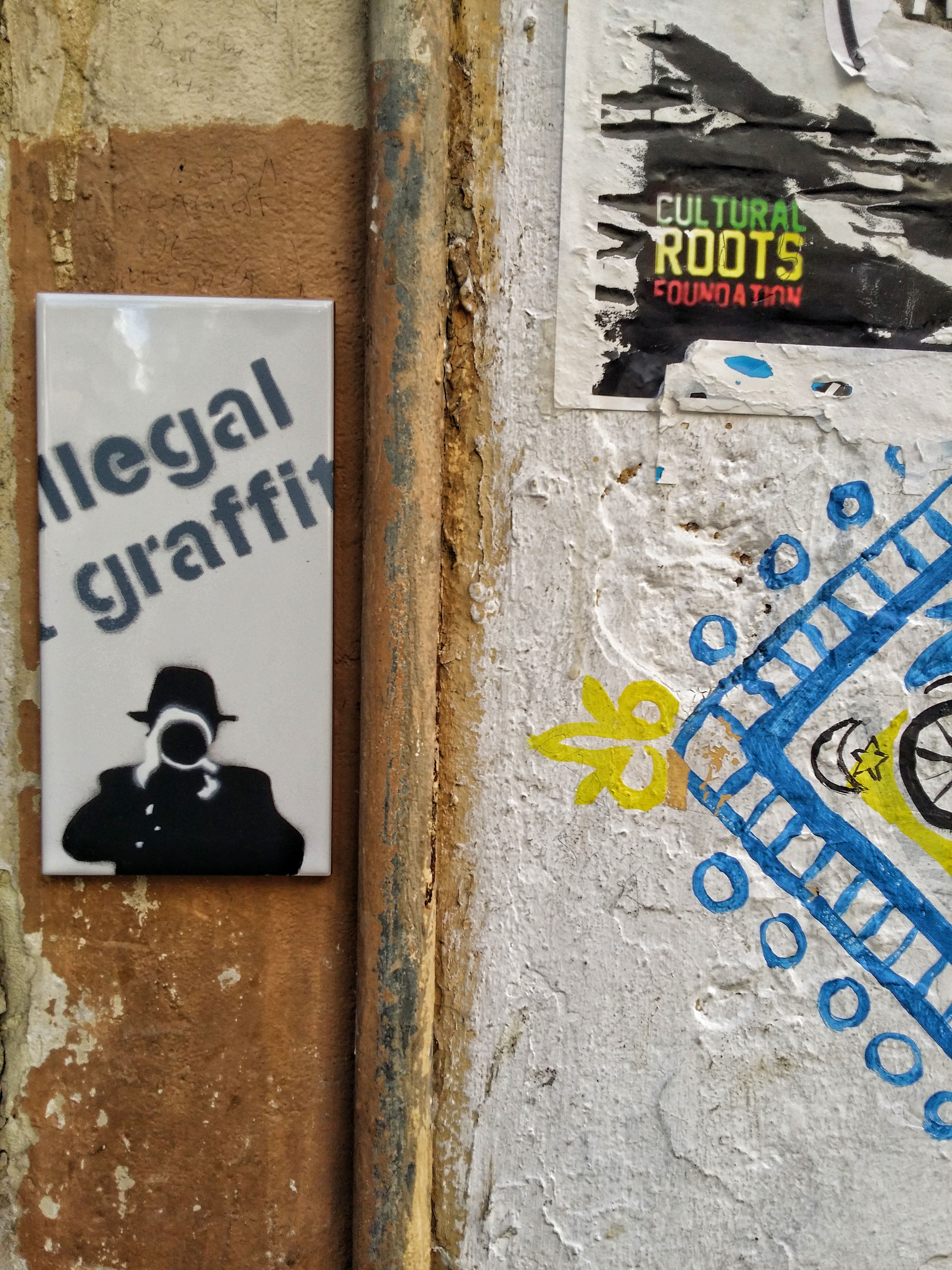
Il is not illegal is not graffiti
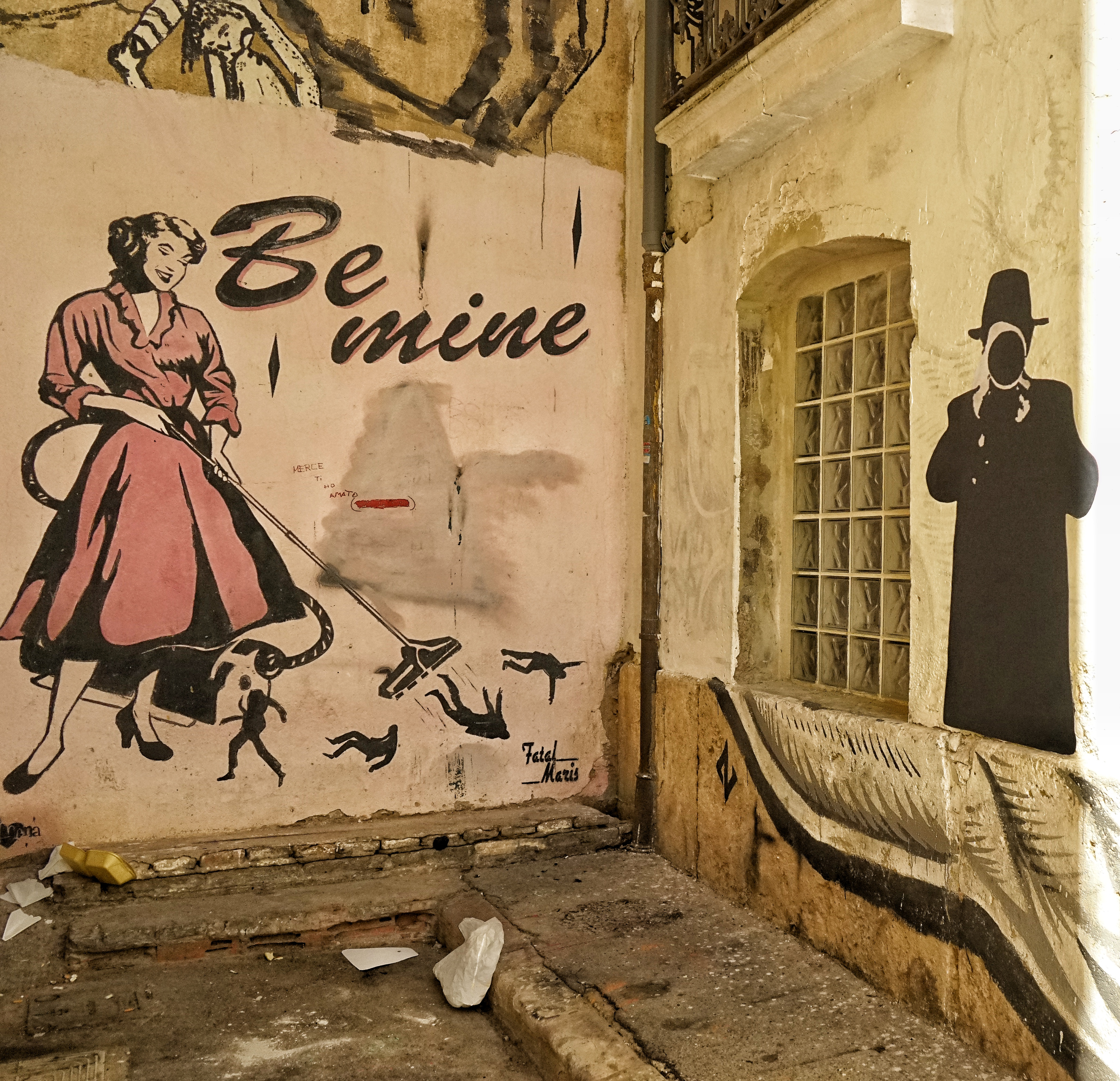
Past-up dans le quartier du Carmen (Valence)
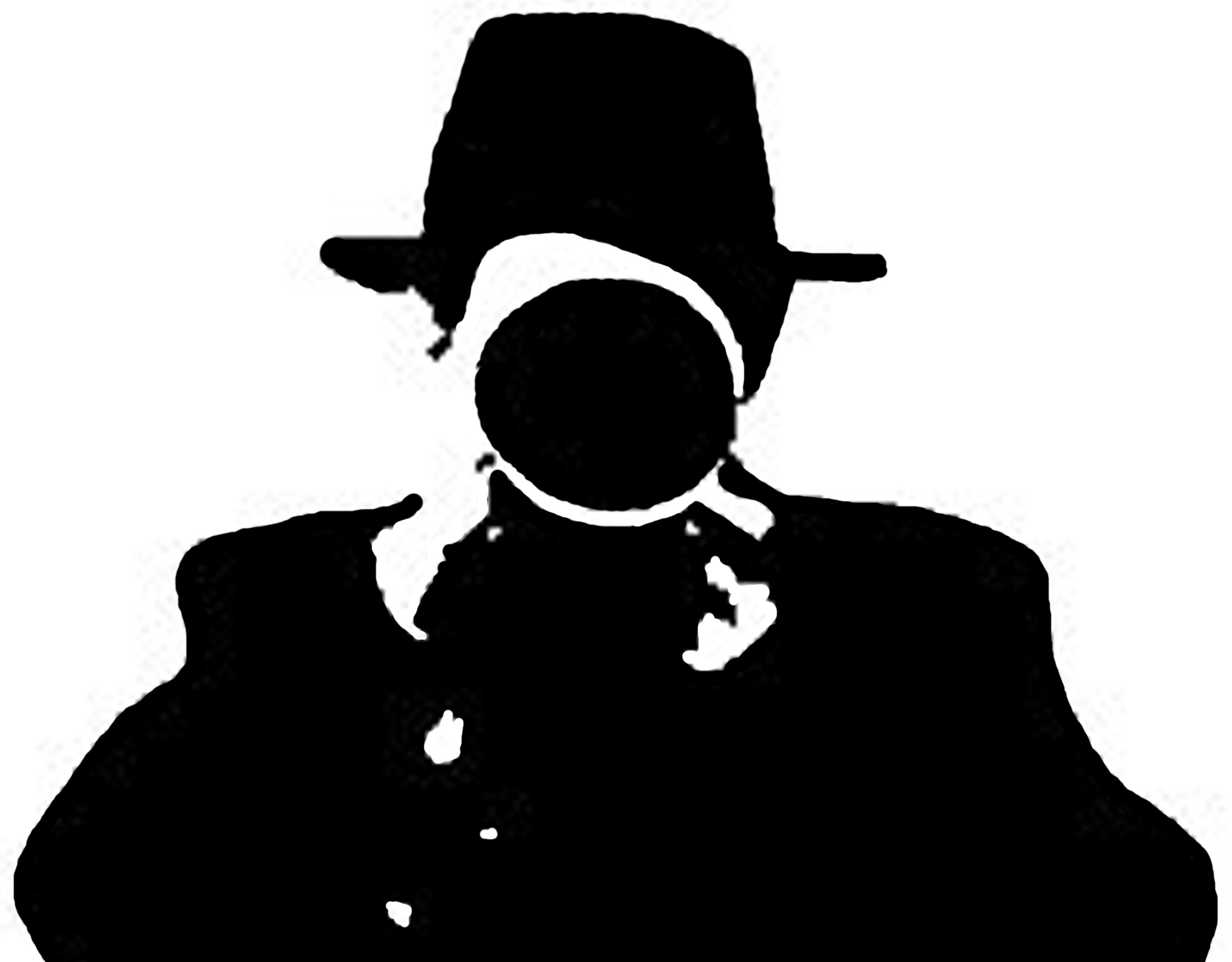
Autocollant
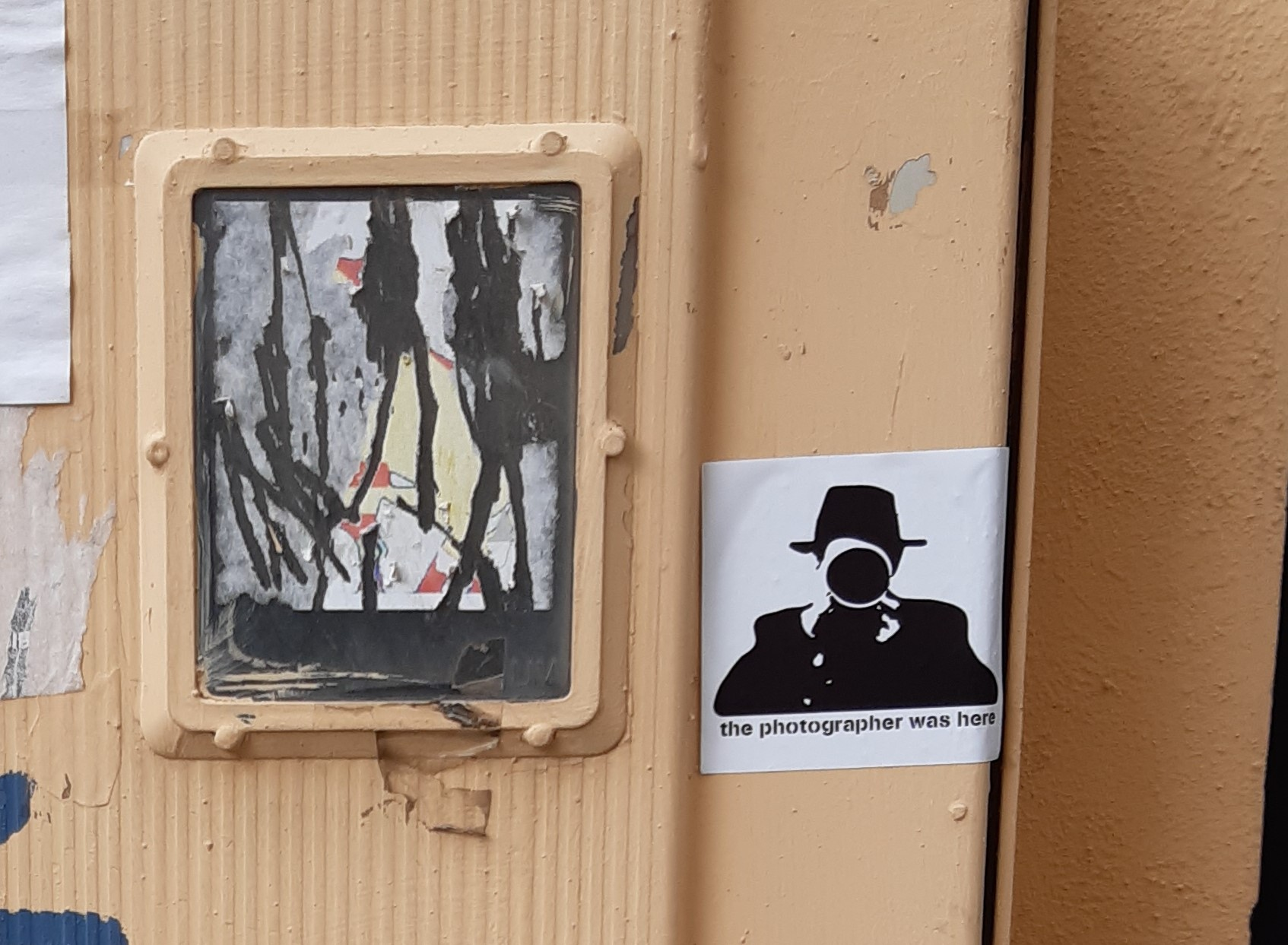
The photographer was here
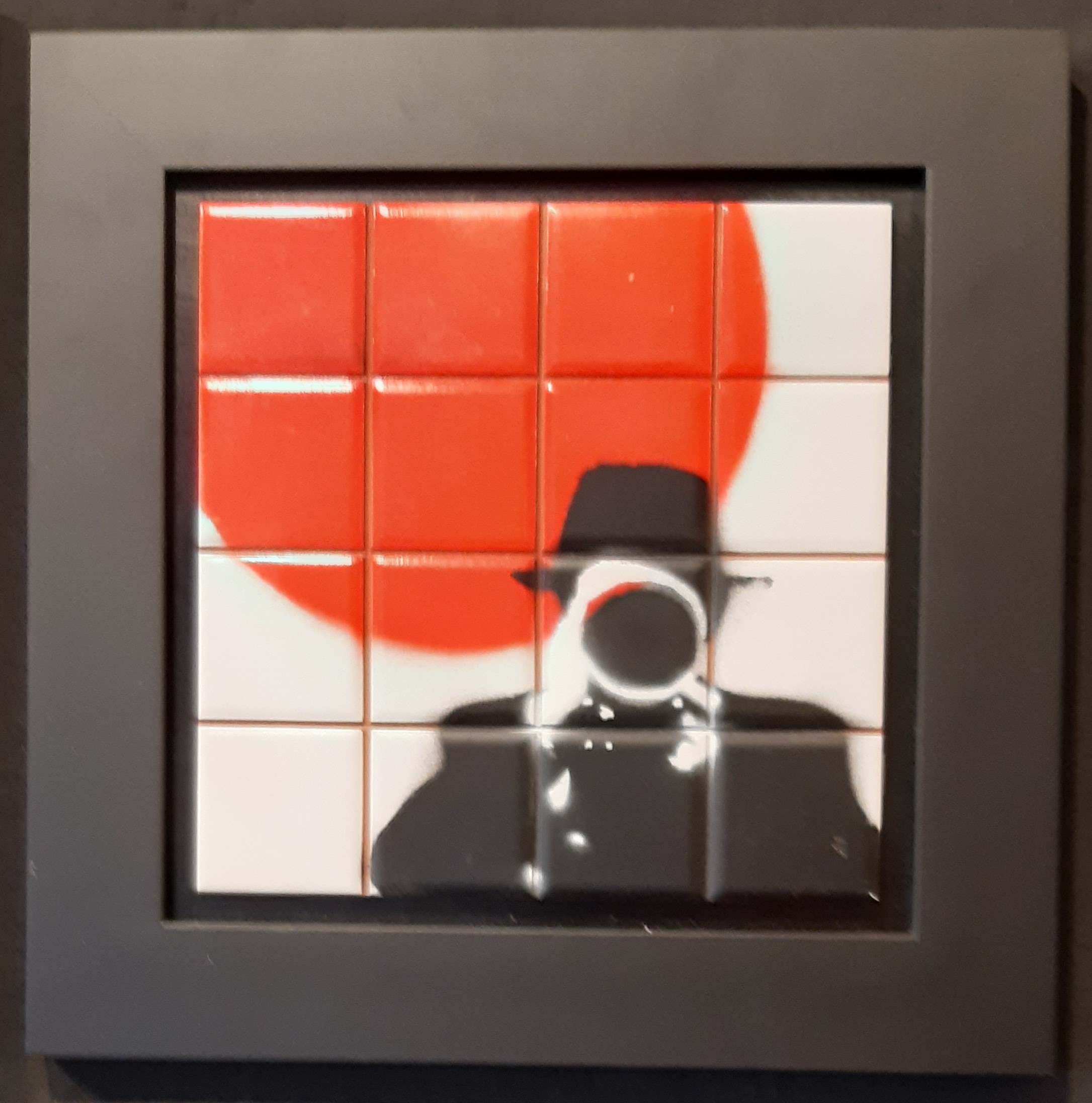
Œuvre présentée à l'exposition Valence en graffitis à la galerie Sabotage (Valence, juin-septembre 2020)
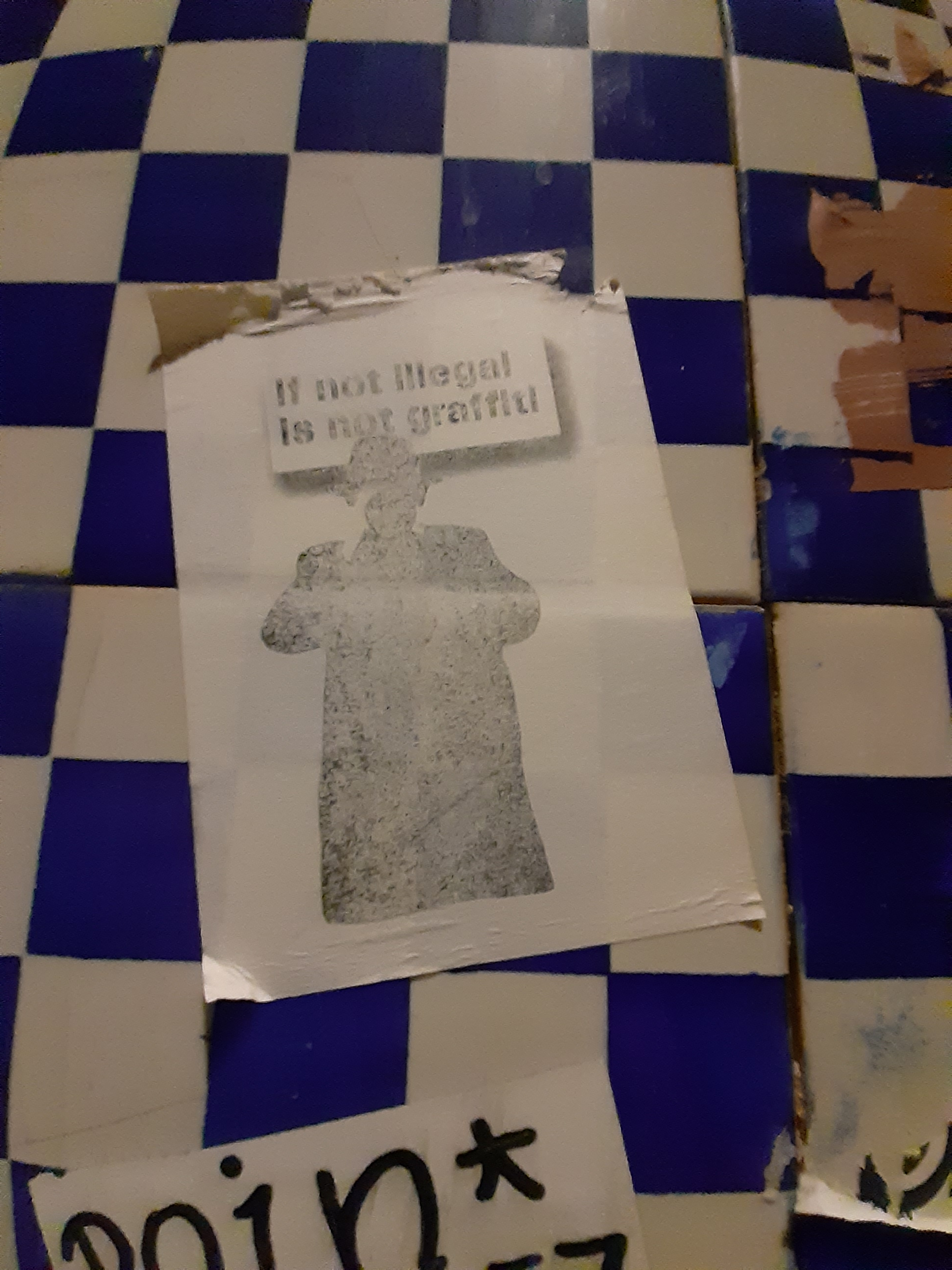
Collage en voie d'effacement sur une façade du Cabanyal (Valence)
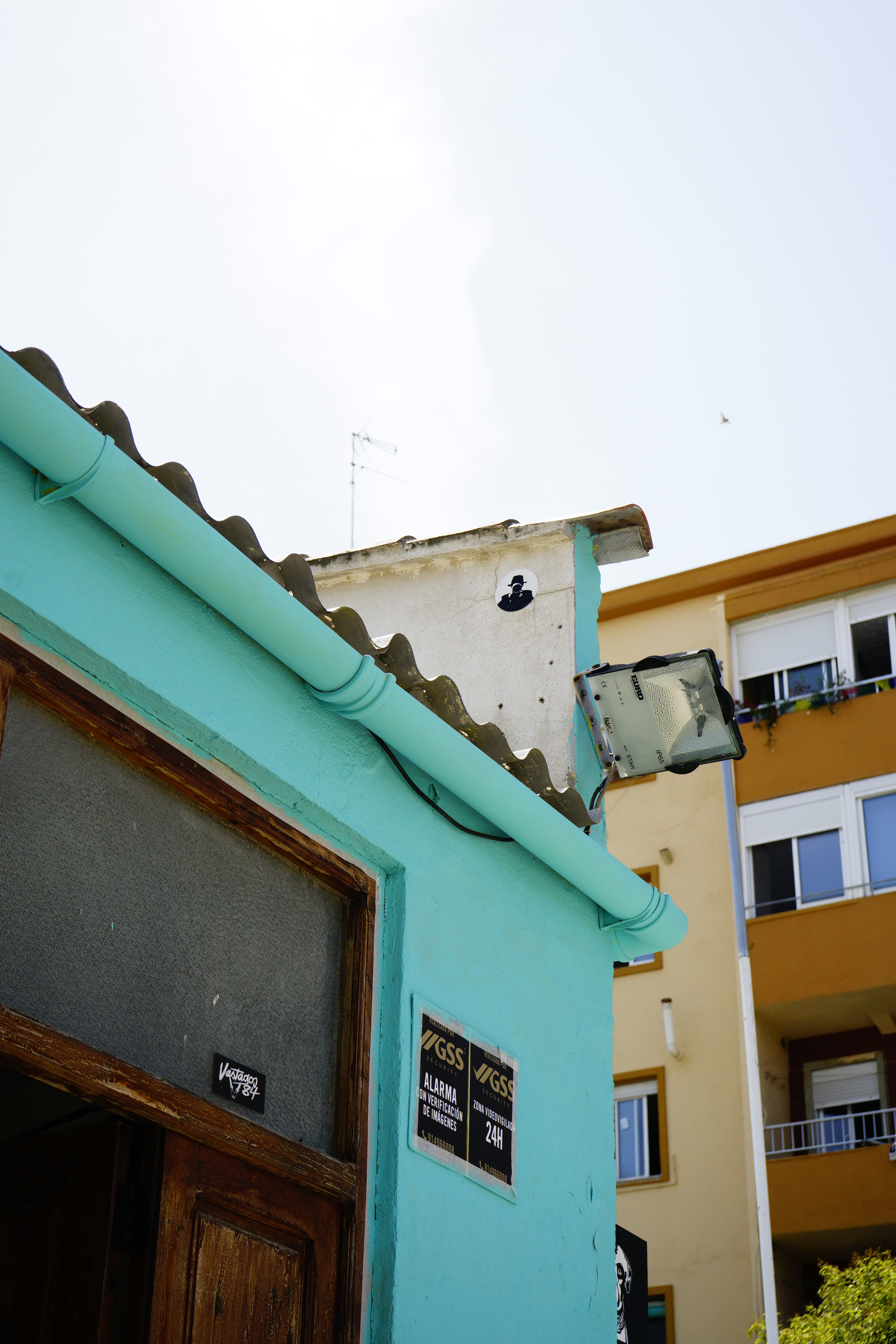
Pièce en 3D collée en hauteur
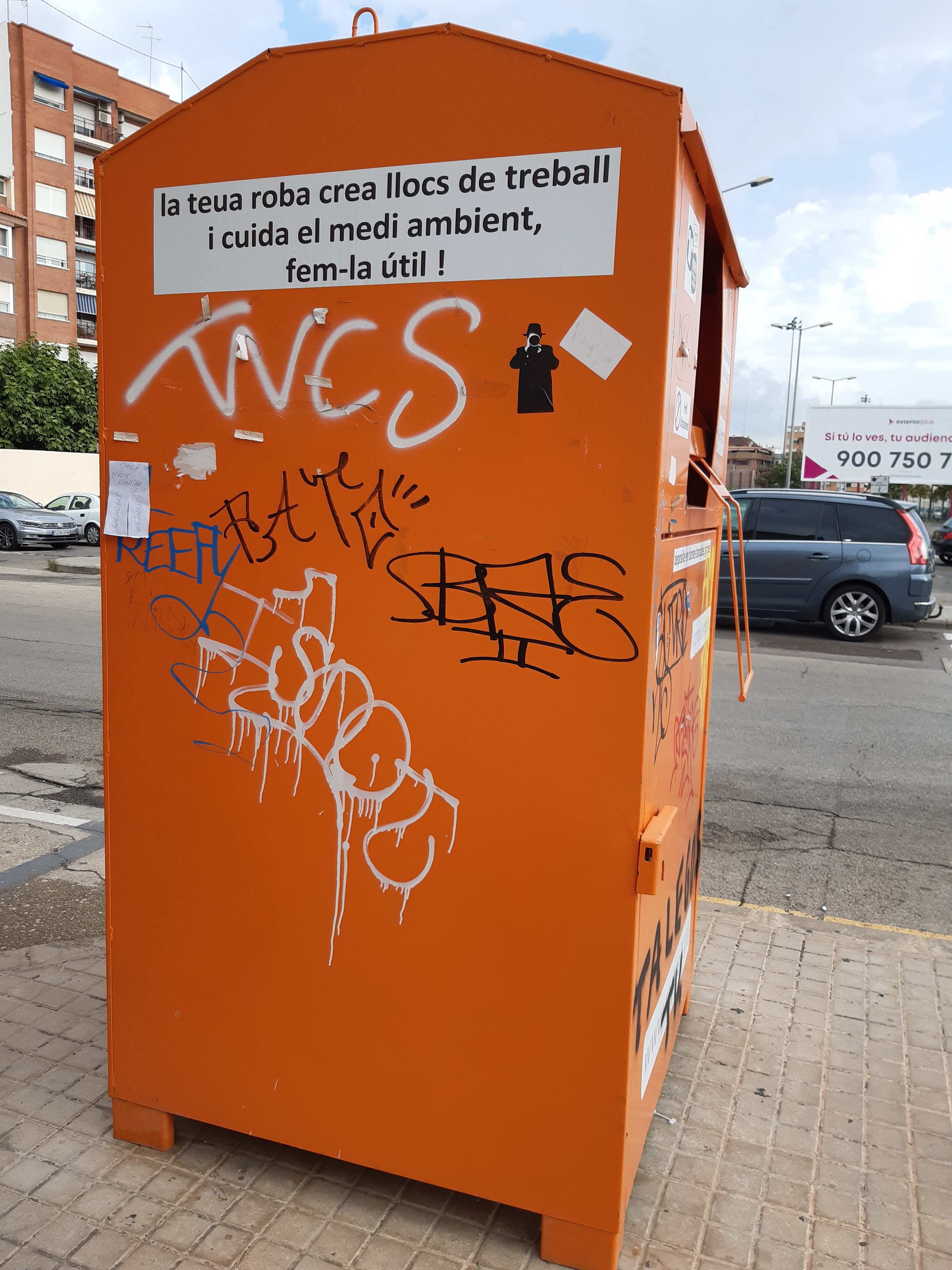
La diversité des supports (Valence, centre-ville)